# آيت بلحاج تانفنيت (أم ربيع)
آيت بلحاج تانفنيت هي إحدى مشيخات المملكة المغربية، تتبع جغرافيا لإقليم خنيفرة وإداريًا لأم ربيع. يقدر عدد سكانها بـ 625 نسمة حسب الإحصاء الرسمي للسكان والسكنى لسنة 2004.